# هامبستيد وهايغيت (دائرة انتخابية في المملكة المتحدة)
هامبستيد وهايغيت (بالإنجليزية: Hampstead and Highgate)‏ هي إحدى الدوائر الانتخابية في المملكة المتحدة الممثلة في مجلس العموم في برلمان المملكة المتحدة.
عضو البرلمان الذي يمثلها حالياً هو :Glenda Jackson (Lab).